# (2197) Shanghai
(2197) Shanghai est un astéroïde de la ceinture principale.

## Description
(2197) Shanghai est un astéroïde de la ceinture principale. Il fut découvert le 30 décembre 1965 à Nanking par l'Observatoire de la Montagne Pourpre. Il présente une orbite caractérisée par un demi-grand axe de 3,15 UA, une excentricité de 0,12 et une inclinaison de 2,5° par rapport à l'écliptique.

## Compléments